# A tutto reality - L'isola di Pahkitew
A tutto reality - L'isola di Pahkitew (Total Drama Pahkitew Island) è la seconda parte della quinta stagione del franchise canadese A tutto reality, preceduta da A tutto reality - L'isola, A tutto reality - Azione!, A tutto reality - Il tour, A tutto reality - La vendetta dell'isola e A tutto reality - All-Stars. La stagione è andata in onda in anteprima mondiale in Italia a partire dal 13 giugno 2014 su K2, negli Stati Uniti è andata in onda a partire dal 7 luglio 2014 su Cartoon Network e in Canada è andata in onda dal 4 settembre 2014 su Teletoon.

## Trama
Dopo che Wawanakwa è affondata, Chris ha cercato e trovato una nuova isola: Pahkitew, un'isola prevalentemente meccanica in un punto non precisato del Canada occidentale. Questa stagione introduce un cast completamente nuovo formato da 14 concorrenti: Ella, Sugar, Max, Scarlett, Jasmine, Dave, Sky, Rodney, Shawn, le sorelle gemelle Amy e Samey, Beardo, Leonard e Topher.
Come in ogni stagione, i concorrenti vengono divisi in due squadre: il Team Wâneyihtam Maskwak (Orsi Confusi) che erano coloro che avevano preso lo zaino senza paracadute, e il Team Pimâpotew Kinosewak (Salmoni che Nuotano) che invece avevano preso quello con il paracadute.

## Episodi

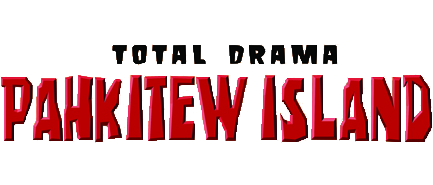
Logo originale

| Stagione | Episodi | Paese       | Canale          | Prima TV         | Fine TV          |
| -------- | ------- | ----------- | --------------- | ---------------- | ---------------- |
| 5        | 13      | Canada      | Teletoon        | 4 settembre 2014 | 20 novembre 2014 |
| 5        | 13      | Stati Uniti | Cartoon Network | 7 luglio 2014    | 18 luglio 2014   |
| 5        | 13      | Italia      | K2              | 13 giugno 2014   | 27 giugno 2014   |

## Personaggi e doppiatori
| Personaggio      | Voce originale    | Voce italiana        |
| Conduttori       | Conduttori        | Conduttori           |
| ---------------- | ----------------- | -------------------- |
| Chris            | Christian Potenza | Alessandro Quarta    |
| Chef             | Clé Bennett       | Roberto Draghetti    |
| Concorrenti      |                   |                      |
| Amy              | Bryn McAuley      | Ludovica Bebi        |
| Beardo           | Clé Bennett       | Metello Mori         |
| Dave             | Daniel DeSanto    | Federico Bebi        |
| Ella             | Sunday Muse       | Veronica Puccio      |
| Jasmine          | Katie Bergin      | Rachele Paolelli     |
| Leonard          | Clé Bennett       | Gabriele Patriarca   |
| Max              | Bruce Dow         | Alex Polidori        |
| Rodney           | Ian Ronningen     | Marco Vivio          |
| Samey            | Bryn McAuley      | Giulia Franceschetti |
| Scarlett         | Kristi Friday     | Alida Milana         |
| Shawn            | Zachary Bennett   | Francesco Venditti   |
| Sky              | Sarah Podemski    | Eva Padoan           |
| Sugar            | Rochelle Wilson   | Francesca Guadagno   |
| Topher           | Christopher Jacot | George Castiglia     |
| Altri personaggi |                   |                      |
| Computer         | -                 | Monica Ward          |